# Тамм, Анна-Мария
Анна-Мария Тамм (эст. Anna-Maria Tamm; 20 апреля 1880, Вильянди, Феллинский уезд, Лифляндская губерния, Российская империя — 4 апреля 1964, Таллин, Эстонская ССР) — эстонская советская театральная актриса. Заслуженный деятель искусства Эстонской ССР (1945).

## Биография
Родилась в 1880 году в городе Вильянди Лифляндской губернии Российской империи, отец военный, мать швея.
Урождённая Анна Вийра, в 1902—1913 годах — Анна Карцева, в 1913 году вышла замуж за Герберта Тамма, театрального художника и актёра.
Сценическую деятельность начала в 1898 году в любительском театре в городе Вильянди, через год играла в Москве, в 1901-03 годах в Екатеринодаре, а в 1903—1908 годах в Харбине. В 1909—1911 годах училась на драматических курсах в Таллине. В 1911—1915 годах — актриса Театра Эндла.
Во время буржуазной Эстонии играла в различных театрах: в 1918-1924 годах — в Театре Ванемуйне, в 1924—1927 годах — в Нарвском театре, в 1927-1929 годах — в драмтеатре Вильянди. в 1929—1944 годах — актриса Таллиннского рабочего театра.
В 1944—1948 годах — актриса Государственного молодежного театра Эстонской ССР.
В 1945 году присвоено звание Заслуженного деятеля искусства Эстонской ССР, с 1953 года — член Театрального общества Эстонской ССР.
В 1948—1957 годах — актриса Таллинского драматического театра имени В. Кингисеппа.
Снялась в фильмах «На задворках» (1956) и «Незваные гости» (1959) киностудии «Таллиннфильм».
Умерла в 1964 году в Таллине, похоронена на Лесном кладбище.

## Критика
Глубоко правдивая, психологически тонкая актриса Анна Тамм.  Создала правдивые, народные сценические образы.

## Серёжки Анны Тамм
Случайно стала основательницей сложившейся в традиции Эстонского театра неформальной переходящей премии-реликвии — Серёжек Анны Тамм — изначально эти серебряные серьги ей подарил режиссёр Прийт Пыльдроос, она же передала их актрисе Лизл Ландау, а та в 1987 году актрисе Кайе Михкелсон, у которой они находятся ныне.